# Kościół Narodzenia św. Jana Chrzciciela w Orzeszu
Kościół Narodzenia świętego Jana Chrzciciela w Orzeszu – rzymskokatolicki kościół parafialny należący do dekanatu Orzesze archidiecezji katowickiej. Znajduje się w orzeskiej dzielnicy Jaśkowice.
W dniu 31 sierpnia 1932 między nowo powstającą parafią, a Zarządem Dóbr hrabiego Thiele-Wincklera została zawarta umowa kupna-sprzedaży działki o powierzchni 3 hektarów pod budowę nowej świątyni. W sierpniu 1934 roku rada parafialna w Dębieńsku wyraziła zgodę na budowę świątyni filialnej w Jaśkowicach. Budowa świątyni trwała dwa lata. Budowla została konsekrowana w dniu 22 listopada 1936 roku przez księdza prałata Karola Skupina, oficjała sądu biskupiego. W prezbiterium nowego kościoła został umieszczony ołtarz główny z posągiem Jana Chrzciciela. W nocy z 14 na 15 stycznia 2013 całkowicie spłonął dach świątyni. Palącą się budowlę ratowało ponad 30 jednostek straży pożarnej z terenu powiatu mikołowskiego oraz z okolicy.
Odbudowany kościół został konsekrowany w dniu 17 stycznia 2015 roku przez Marka Szkudło, biskupa pomocniczego katowickiego.